# Rockhausen
Rockhausen ist ein Ortsteil der Gemeinde Amt Wachsenburg im Ilm-Kreis in Thüringen in Deutschland und der geographische Mittelpunkt Thüringens.

## Geografie
Rockhausen liegt zwölf Kilometer nordöstlich von Arnstadt und 10 km südlich von Erfurt.
Das Dorf liegt geschützt zwischen umgebenden Hügeln.
Auf einem Feld am westlichen Ortsrand liegt mit den Koordinaten 50° 54′ 12″ N, 11° 1′ 35″ O der geographische Mittelpunkt des Bundeslandes Thüringen. Dieser wurde durch das damalige Thüringer Landesamt für Vermessung und Geoinformation (TLVermGeo) unter Einbeziehung von ca. 50.000 Landesgrenzpunkten berechnet. Ein am 17. August 2008 hier eingeweihter Gedenkstein weist darauf hin.
Nachbardörfer sind Waltersleben im Nordwesten, Egstedt im Nordosten, Bechstedt-Wagd im Osten, Werningsleben im Südosten, Kirchheim im Südwesten und  Eischleben im Westen.

## Geschichte

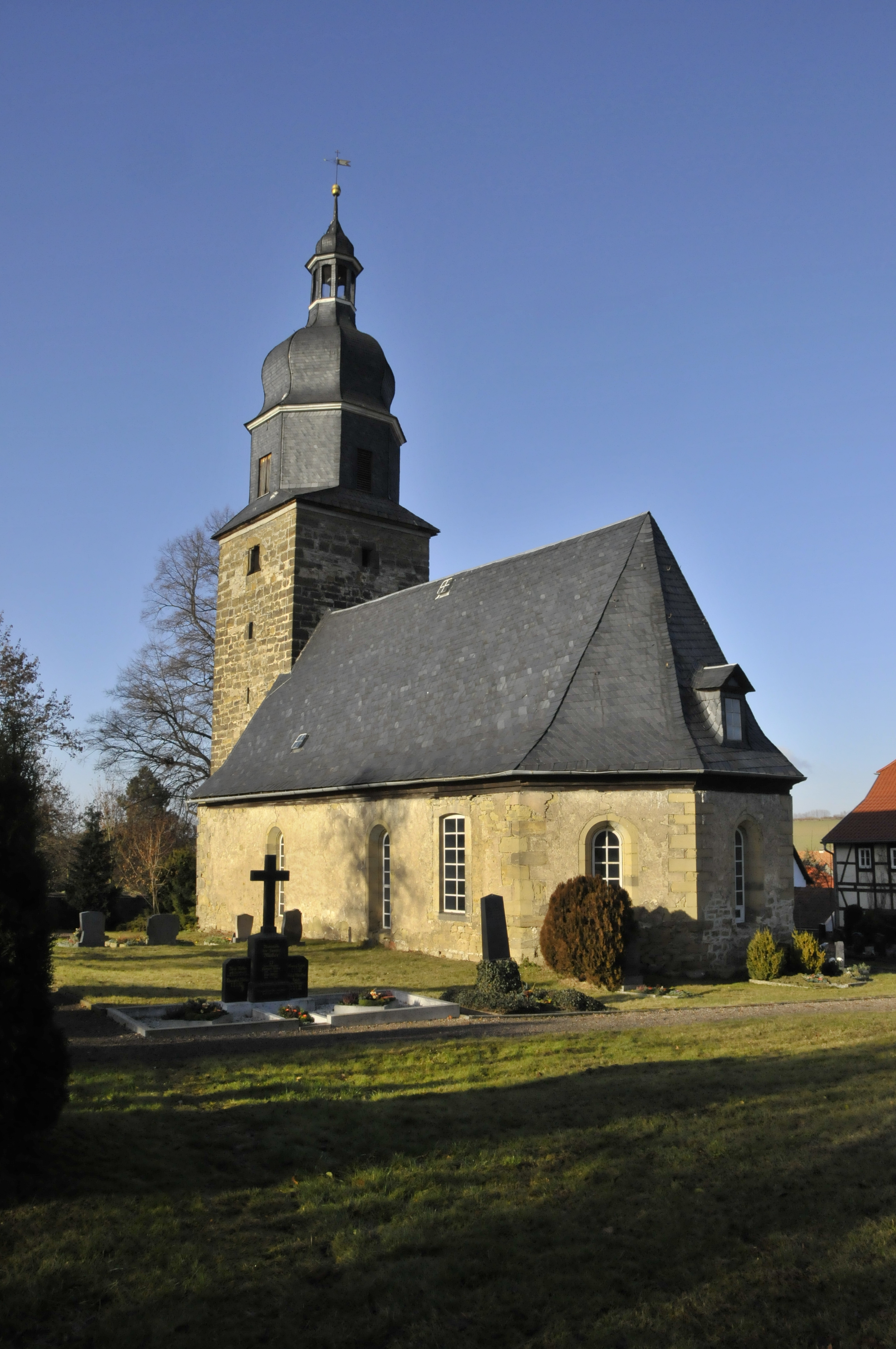
Evangelische Dorfkirche St. Elisabeth

Die Herkunft des Ortsnamens Rockhausen ist nicht gesichert. Der Ort wurde am 16. Januar 1194 und am 16. Oktober 1194 im Mainzer Urkundenbuch 2/588 unter dem Namen Rockhusen erstmals genannt und ist damit genau so alt wie der der adligen Familien von Rockhausen. 1257 hieß der Ort dann Rockhusen, 1259 Rochhusin, 1277 dann Rogehusen, ab 1302 Ruchhusen, 1309 Rochusin, später Rockhusin und um 1506 wird er als Roghusen erwähnt. Vermutlich war der Ort eine von den Franken angelegte Siedlung, welche zu einem System von Wachstationen gehörte. Nach der ältesten urkundlichen Form könnte der Name von den Rugiern abgeleitet sein. Nach seiner Namensendung „-hausen“ wäre Rughusen altfränkisches Königsgut gewesen, was darauf hindeutet, dass die Franken ostgermanische Rugier hier ansässig gemacht haben. Wahrscheinlich ist später der Ortsname Name des Adelsgeschlechtes von Rockhausen geworden. Der Hauptanteil des heutigen Gebietes des Ilm-Kreises gehörte ursprünglich zum Besitz der Grafen von Kevernburg und war später als eine Enklave der Grafen von Schwarzburg, dem Amt Arnstadt in der Schwarzburg-Sondershäuser Oberherrschaft zugehörig. Ab 1912 gehörte der Ort zum Kreis der Oberherrschaft mit Sitz in Gehren, der nach der Novemberrevolution im Landkreis Arnstadt des Landes Thüringen aufging. Nach der Verwaltungsreform von 1952 war Rockhausen eine Gemeinde im Kreis Erfurt-Land im Bezirk Erfurt bzw. nach der Wende im Land Thüringen.
Die Adelsfamilie von Rockhausen saß auf einer vor 1240 errichteten Wasserburg, dem heutigen „Freigut“, das sich noch an der Nordwestseite des Dorfes befindet. Die räumliche Ausdehnung der Anlage konnte damals höchstens Raum für eine Familie geboten haben, wenn man den kreisförmigen Platz innerhalb des umschließenden Wassergrabens mit etwa 15 Metern im Durchmesser einschätzt. Dabei ist zu bedenken, dass außer dem Wohnraum noch Stallung und Wirtschaftsräume vonnöten waren. 1851 wurde das Freigut neu errichtet. Es besitzt noch heute Spuren eines bewässerten Schutzgrabens, welcher von einem vorbeifließenden Bache gespeist wird und die Hälfte des Gutes umspült. Von der Wasserburg, deren Nachfolgebau heute als Privathaus genutzt wird, sind nur geringe niedrige Mauerreste übrig geblieben.
Im Ort gibt es noch stattliche Höfe, darunter der Pfarrhof – heute Evangelisches Kirchenzentrum. Die heutige Kirche ist ein Neubau von 1690, deren Patron das Haus Schwarzburg zu Arnstadt war. Sie steht unter Denkmalschutz.
1994 kam Rockhausen zum Ilm-Kreis. Ab 1997 gehörte es der Verwaltungsgemeinschaft Riechheimer Berg an. Am 1. Januar 2019 verließ die Gemeinde zusammen mit Kirchheim die Verwaltungsgemeinschaft. Amt Wachsenburg war seitdem erfüllende Gemeinde für Rockhausen, bevor es sich am 31. Dezember 2019 in diese eingemeinden ließ.
Rockhausen ist ein Wohn- und Eigenheim-Standort geworden.

### Einwohnerentwicklung
- 1843 – 264[3]
- 1939 – 280[4]
- 1989 – 235[5]
- 2005 – 272
- 2010 – 277
- 2015 – 276

 Datenquelle: ab 1994 Thüringer Landesamt für Statistik – Werte vom 31. Dezember

## Politik
Der ehrenamtliche Ortsteilbürgermeister von Rockhausen ist seit der Eingemeindung nach Amt Wachsenburg Uwe Zschetzsche, zuvor war er bereits seit 2015 ehrenamtlicher Bürgermeister. Er wurde zuletzt bei den Kommunalwahlen in Thüringen am 26. Mai 2024 im Amt bestätigt. Zusammen mit vier weiteren Mitgliedern bildet Zschetzsche den Ortsteilrat von Rockhausen.

## Söhne und Töchter der Gemeinde
Das Adelsgeschlecht derer von Rockhausen hatte hier seinen Stammsitz.

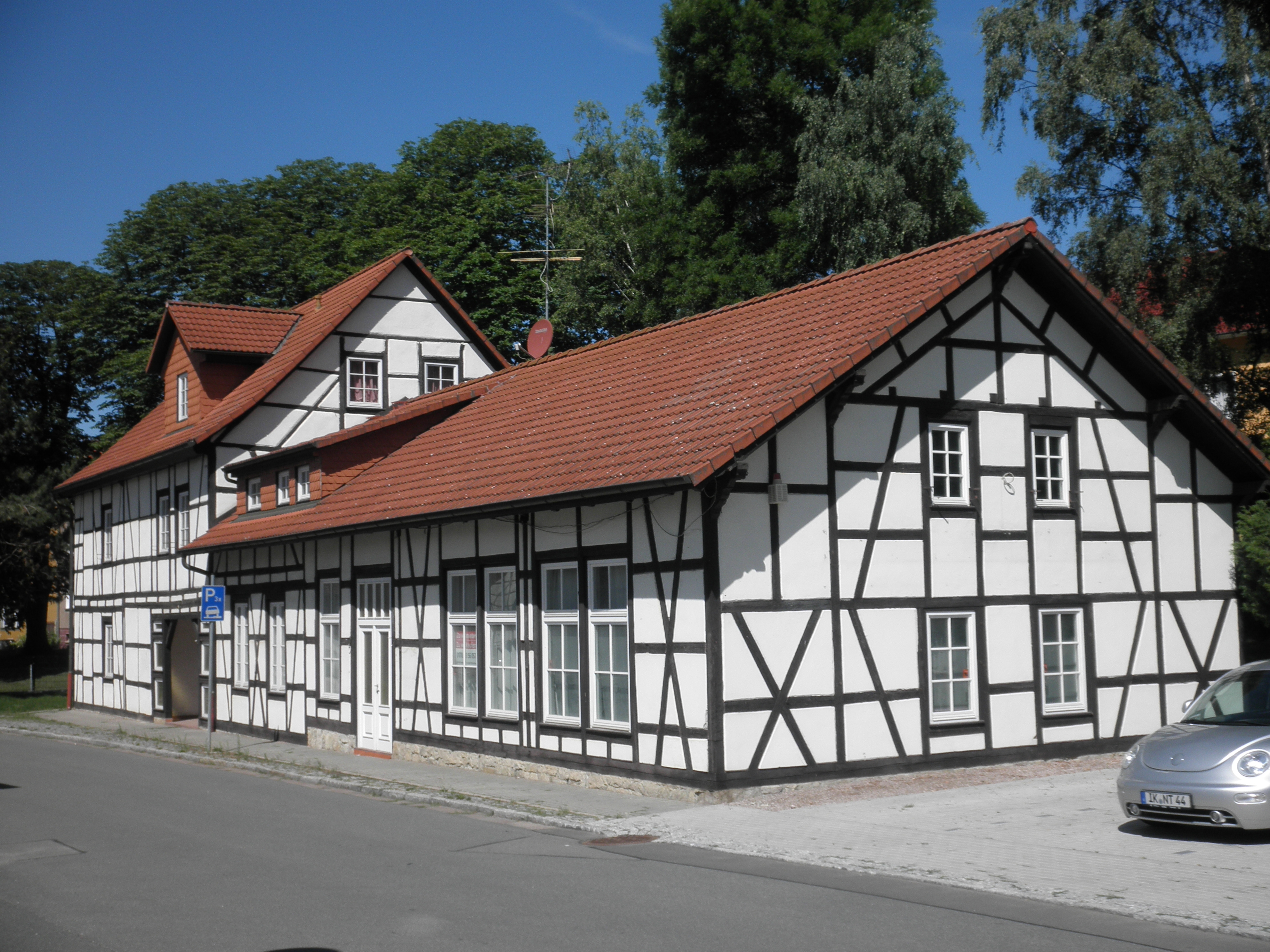
Rockhausen Gasthaus
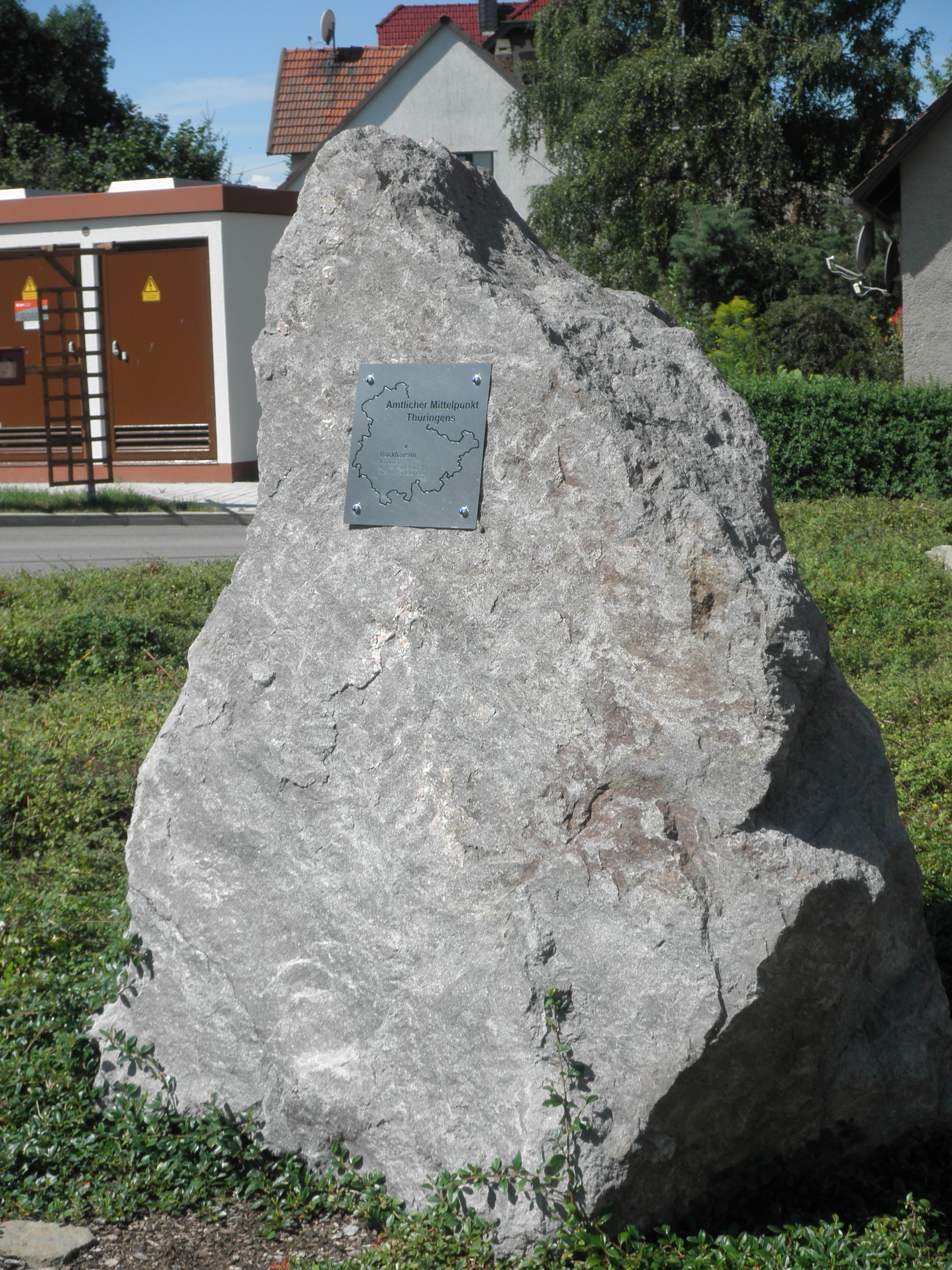
Rockhausen Mittelpunkt von Thüringen
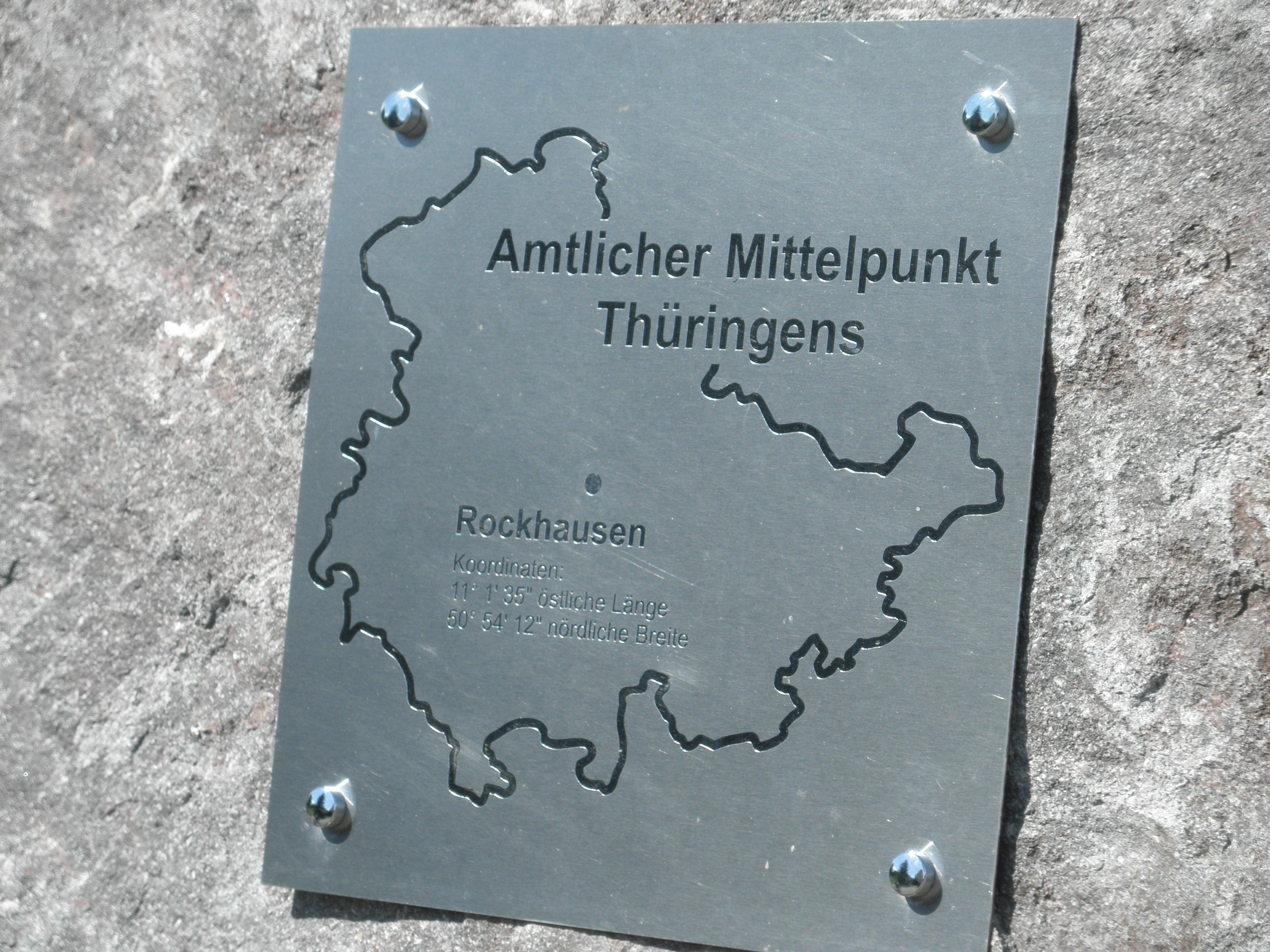
Rockhausen Mitte von Thüringen
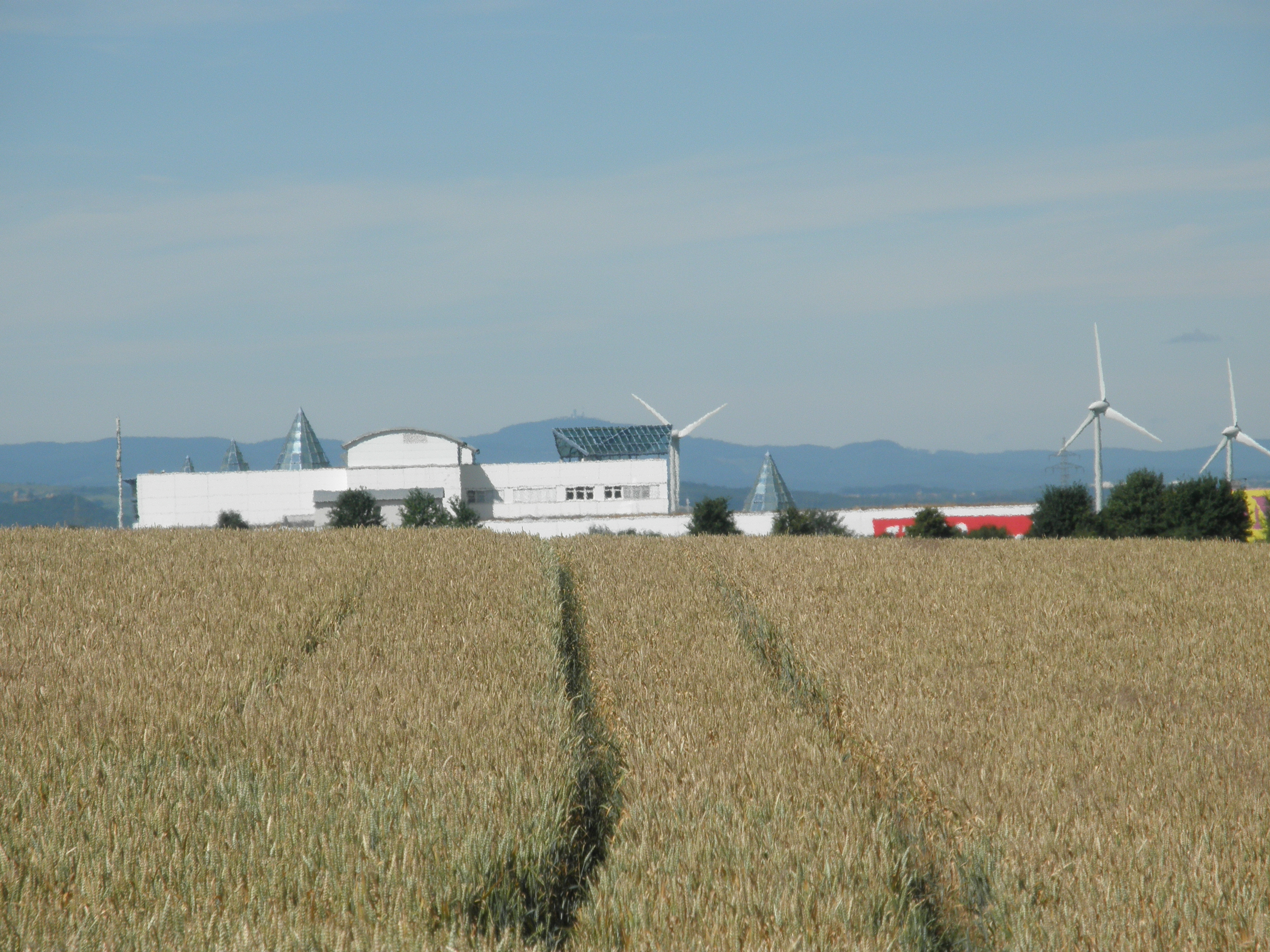
Rockhausen: Blick von Hügel zum Inselsberg
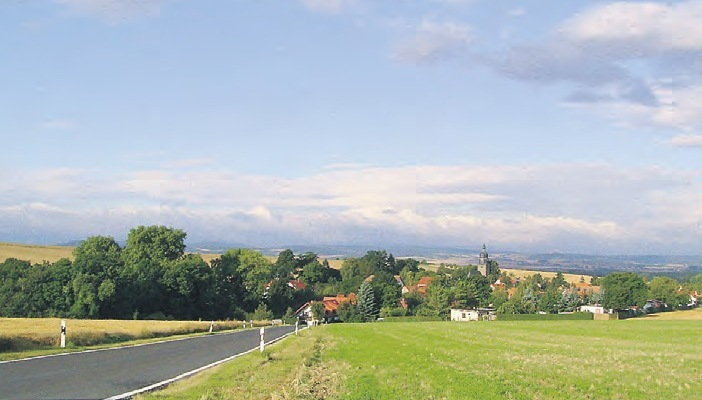
Rockhausen von Bechstedt-Wagd kommend
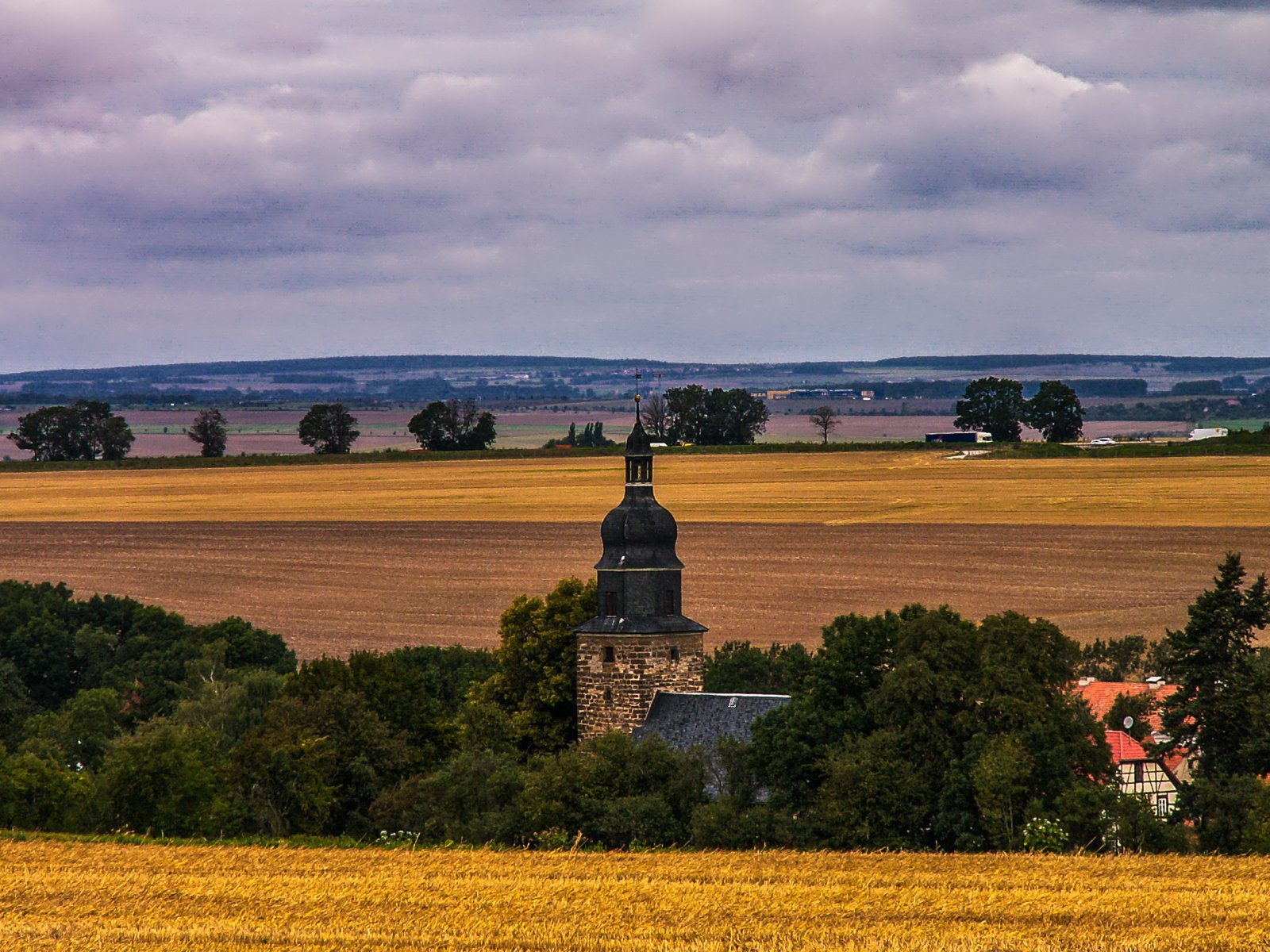
Rockhausen das Herz Thüringens